# Byfield (Australia)
Byfield – miasto w Australii, w stanie Queensland.